# 8 tiếng điên cuồng
8 tiếng điên cuồng (tựa gốc: Walk of Shame) là một phim hài của Mỹ năm 2014 do Steven Brill đạo diễn kiêm viết kịch bản. Phim được phát hành vào ngày 2 tháng 5 năm 2014 bởi hãng Focus World. Phim có sự tham gia của Elizabeth Banks, James Marsden, Gillian Jacobs, Sarah Wright, Ethan Suplee, Oliver Hudson và Willie Garson.

## Nội dung
Meghan Miles, phát thanh viên của đài truyền hình KZLA6 ở Los Angeles, đã bị từ chối vị trí dẫn tin cho một chương trình thời sự và thay thế cô sẽ là một người đồng nghiệp gốc châu Á. Sau khi đến một hộp đêm với hai người bạn Rose và Denise, Meghan đã say khướt và được mời uống rượu cùng một nhóm đàn ông. Chiếc giày của cô bị kẹt trên một cầu thang thoát hiểm. Được Gordon, một nhân viên pha chế tại hộp đêm, giúp đỡ, Meghan về nhà của anh ta, sau đó tỉnh dậy trên giường với anh ta.
Meghan lẻn ra khỏi căn hộ của Gordon và thấy xe của mình bị kéo đi cùng với chiếc ví bên trong. Khi đang tìm đường về nhà, cô làm một tài xế taxi đang ngủ giật mình, người này hiểu lầm và đưa cô đến một câu lạc bộ thoát y. Vì Meghan không có tiền nên người tài xế yêu cầu cô nhảy thoát y để thanh toán và cô bỏ chạy. Cô đến The Point, nơi hai sĩ quan cảnh sát Dave và Walter hiểu lầm cô là gái mại dâm đang tìm khách và cảnh cáo cô.
Meghan tiếp tục đi, chạm trán với một kẻ buôn ma túy tên là Scrilla, người mà cô chạy theo về ngôi nhà của anh ta khi cảnh sát truy đuổi họ. Tại ngôi nhà, cô gặp hai người bạn của Scrilla là Hulk và Pookie. Khi một băng đảng đối thủ tấn công ngôi nhà, Pookie đưa Meghan ra ngoài qua một đường ống thoát nước và họ chạy thoát. Trước khi tạm biệt, Pookie đưa cho cô lọ ma túy nhỏ mà cô có thể bán hoặc đổi lấy tiền mặt để về nhà.
Sau khi cố gắng bán lọ ma túy cho một tên buôn đối thủ của Scrilla, Meghan trốn lên một xe buýt, nhưng vì không có tiền nên người tài xế đã xịt hơi cay vào mắt cô và đuổi cô xuống xe. Sau khi rửa mắt bằng vòi nước, cô lấy trộm xe đạp của một cậu bé và đi về phía đường cao tốc cho đến khi hai cảnh sát Dave và Walter, cùng với cậu bé chủ xe đạp, lần ra cô. Cô trốn thoát khỏi hai cảnh sát và lấy trộm một đôi giày thể thao, chạy nhanh đến Xa lộ Liên tiểu bang 10, nơi cô băng qua đường ngay khi giao thông trở lại sau khi đường được thi công.
Khi đến bãi giữ xe, Meghan bị nhân viên từ chối cho lấy xe. Lén lút vào cổng sau một xe kéo, cô vào xe của mình thì phát hiện ra rằng ví của cô đã bị ăn cắp. Cô đã đánh cắp xe của chính mình, nhưng không thể thoát ra khi người nhân viên kích hoạt các dải đinh đâm thủng cả bốn lốp xe của cô và đóng cổng lại, làm xe của cô mắc kẹt.
Gordon, Rose và Denise đến đón Meghan, chở cô đến đài truyền hình. Tuy nhiên, tình trạng tắc đường xảy ra trên xa lộ đã làm chậm chân họ. Meghan gọi cho phóng viên giao thông của KZLA, người đến bằng máy bay trực thăng để đón cô và đưa cô đến đài truyền hình. Cô đến kịp giờ lên sóng, phát hiện ra mình đang tường thuật về cuộc phiêu lưu của chính mình từ đêm hôm trước. Quyết định làm rõ mọi chuyện, cô thẳng thắn nói về mọi sự việc mình trải qua. Các giám đốc điều hành đánh giá cao việc làm của cô và đề nghị cô tham gia một chương trình truyền hình thực tế, sau đó cô rời đi cùng Gordon.